# Cotija
Cotija, aussi connue sous le nom de Cotija de la Paz, est une ville située dans la sierra Madre occidentale, dans la partie nord-ouest de l'État Michoacán au Mexique.

## Description
Cotija est connue pour son abondance de fromage de cotija.
C'est aussi le lieu de naissance de Marcial Maciel.
Certains spécialistes comparent la ville de Cotija de la Paz à la ville imaginaire de Comala, dans le célèbre roman mexicain Pedro Páramo.

## Histoire
Élue maire de Cotija en 2021, Yolanda Sánchez Figueroa est assassinée le 3 juin 2024.

## Sources
Wikipédia en espagnol et Wikipédia en anglais. 